# Igor Mirenkov
Igor Alexandrovič Mirenkov (28. května 1969 Světlahorsk – 19. června 1996 Minsk) byl běloruský sériový vrah a pedofil známý jako „Světlahorská noční můra”, který v letech 1990–1993 znásilnil a zavraždil v Světlahorsku šest chlapců ve věku 9–14 let.

## Život
Mirenkov se narodil v roce 1969 v Světlahorsku. Po skončení školy se dostal do armády, kde byl poslán k severní flotile. Během služby se u něho začaly projevovat homosexuální tendence a začal sexuálně napadat ostatní vojáky.  Vyšetřovatel jeho případu, Oleg Litoško, později vypověděl, že byl Mirenkov možná sám znásilněn námořníky, což vedlo k narušení jeho psychiky.
Když se vrátil do Světlahorsku, našel si práci, pořídil si motocykl Jawa a nijak nevybočoval z běžného života. Svou první vraždu vykonal 2. července 1990. Obětí byl třináctiletý chlapec, který se procházel po lese. Mirenkov ho napadl, znásilnil a ubodal. Velmi podobně 16. dubna 1991 zabil i desetiletého chlapce. Zprvu si nikdo vraždy chlapců nespojil, ale i tak se Mirenkov rozhodl se dočasně skrýt. V roce 1992 nespáchal žádnou vraždu, protože byl o rok dříve za krádež odsouzen k třem letům v nápravném zařízení. Za vzorné chování dostával často třídenní dovolenou, během níž páchal vraždy.
Dne 20. března 1993 zavraždil devítiletého chlapce a 30. března spáchal čtvrtou vraždu. Městem se začala šířit panika a mezi lidmi se začaly šířit zvěsti, že děti unesli stoupenci Bílého bratrstva, Romové nebo zločinecké skupiny. V létě 1993 Mirenkov unesl a zabil další dvě děti, jejichž těla byla na podzim nalezena v lese. Lidé ve městě vyšli do ulic protestovat a vytvořili občanské hlídky.
Dne 27. dubna 1994 byl Igor Mirenkov zatčen za krádež benzinu a pojistný podvod. Svou vinu přiznal. Dne 14. května 1994 byl předvolán k výslechu v případu zmizení a zabití dětí. Poté se přiznal k šesti vraždám. Běloruské úřady se rozhodly pro bezprecedentní opatření – případ byl utajen a odtajněn až v roce 2007. Mirenkov byl umístěn do samovazby ve městě Rečyca. Vyšetřování trvalo více než rok, poté byl trestní případ předán soudu, který Igora Alexandroviče Mirenkova odsoudil k nejvyššímu trestu – trestu smrti zastřelením.
Rozsudek byl vykonán 19. června 1996 ve vazební věznici č. 1 v Minsku.